# Vok Dams (Unternehmen)

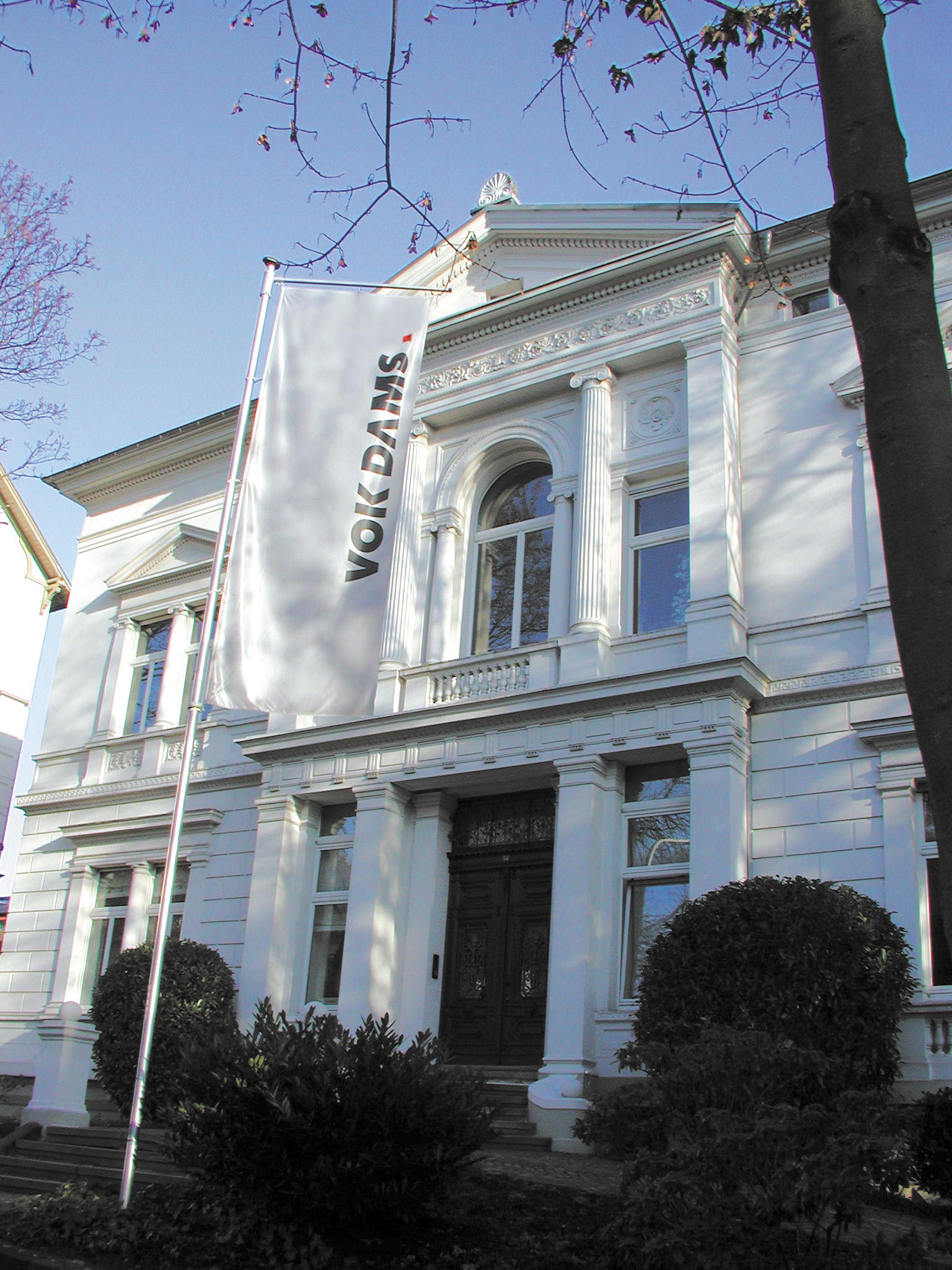
Das Büro an der Katernberger Straße in Wuppertal

Die VOK DAMS Gesellschaft für Kommunikation mbH mit Tochter- und Schwestergesellschaften sind Event- und Promotionsagenturen mit Hauptsitz in Wuppertal und Büros in mehreren Ländern.

## Geschichte
Vok Dams wurde 1962 von Volkwart „Vok Dams“ in Wuppertal als vd-Werbefoto (Foto- und Grafikstudio) gegründet.
1975 wurde das Unternehmen eine GmbH. Zunächst auf die Produktion von audio-visuellen Programmen spezialisiert, erweiterte man das Leistungsspektrum kontinuierlich. Die Firmengruppe wurde zu einer Full-Service-Agentur im Bereich Events und Live-Kommunikation. 2005 wurde das „Vok Dams Institut für Live-Marketing“ gegründet, das seit 2008 Teil von „Vok Dams Consulting“ ist.
Vok Dams ist heute eine international tätige Agentur für Events und Live-Marketing. Weltweit sind laut Inhaber Colja Dams rund 150 Mitarbeiter tätig. Die Vok Dams-Gesellschaften zusammen hatten 2012 einen Jahresumsatz von 55,4 Millionen Euro (Testat des eigenen Steuerberaters). Damit war es die größte Eventagentur Deutschlands. Im „Kreativ-Index“ von Werben und Verkaufen (W&V) des Jahres 2009 war die Agentur auf Platz zwei der kreativsten Eventagenturen und von 2001 bis 2014 ununterbrochen auf Platz eins des Umsatzrankings von FAMAB, Horizont und W&V.
Zu den Kunden von Vok Dams gehören unter anderen die Commerzbank, Volkswagen, die Mercedes-Benz Group, Puma und Nespresso.